# Okrug Gornji
Okrug Gornji – miasto w Chorwacji, w żupanii splicko-dalmatyńskiej, siedziba gminy Okrug. Leży na wyspie Čiovo. W 2011 roku liczyło 3081 mieszkańców.

## Klimat
Średnia temperatura wynosi 16,3 °C, a przez 281 dni w roku temperatura przekracza 10 °C.